# Gertrud-Marianne Schendel
Gertrud-Marianne Schendel (* 19. September 1956 in Dortmund) ist eine praktische Theologin, Pastorin i. R. und Liederdichterin.

## Leben und Werk
Gertrud-Marianne Schendel, geb. Coenen, studierte Katholische Theologe an der Westfälischen Wilhelms-Universität Münster. 1988 wurde sie dort mit einer Praktisch-theologischen Arbeit über das Vaterunser bei Dieter Emeis zur Dr. theol. promoviert. Nach der Tätigkeit als Pastoralreferentin (Hamburg-Blankenese) unterrichtete sie an der Fachschule für kirchlichen Gemeindedienst Hildesheim als Dozentin für Praktische Theologie. 1991 erfolgte die Konversion zur evangelisch-lutherischen Konfession, 1994 die Ordination als Pastorin der Evangelisch-lutherischen Landeskirche Hannovers. Seitdem ist sie als Pastorin tätig (Kirchengemeinden Nendorf, Wietzendorf, Uelzen-Oldenstadt, Ilten sowie Kirchenkreis Burgdorf).
Seit 2003 ist Gertrud-Marianne Schendel Mitglied der Gruppe TAKT und veröffentlicht Liedtexte, die sich dem Neuen Geistlichen Liedgut zurechnen lassen. Mehrere Lieder wurden mit Preisen ausgezeichnet und in Anthologien und Liedheften abgedruckt, darunter auch im Liederheft zum Bayrischen Gesangbuch für die Gemeinde, 2011.

## Werke (Auswahl)
- Maria Magdalena (PDF)
- Jetzt ist es schwer (PDF) (Melodie Christiane Schmid), in: EGplus. Beiheft zum Evangelischen Gesangbuch für die Evangelische Kirche in Hessen und Nassau und die Evangelische Kirche von Kurhessen-Waldeck, 2017, Nr. 14; Kommt, atmet auf. Liederheft zum Bayrischen Gesangbuch für die Gemeinde, 2011, Nr. 0150
- Wolkenfelder (PDF) (Melodie Christof Struck)
- The day / Der Tag (PDF) (englische Fassung von Anthony Mellor-Stapelberg)

## Publikationen (Auswahl)
- Das Gebet des Herrn als katechetische Hilfe, Dissertationsdruck, Münster 1988.
- Elisa mehrt das Öl der Witwe, in: Loccumer Pelikan 3/1993, S. 15–20.
- Luthers Kleiner Katechismus im Kindergottesdienst, in: Katechese im Umbruch, hrsg. von Franz-Peter Tebartz-van Elst, Freiburg 1998, S. 523–532.
- Der kleine Kreis. Verse und Legeteile zur biblischen Botschaft, Wittingen 2003.
- Erzählen mit Fadenspielen, Praxisbeispiele zum Plan für den Kindergottesdienst 2007 bis 2009, Kimmik – Praxis 43, Arbeitsstelle Kindergottesdienst, Hildesheim 2007 (Idee und Federführung).
- K3 – Kinder-Katechismus-Kalender. Erarbeitet von Georg Gremels, Dirk Schliephake, Erika Haake, Gertrud und Gunther Schendel. Vorwort von Landesbischöfin Margot Käßmann, Hermannsburg 2009.

## Auszeichnungen
- Paul-Gerhardt-Preis der VELKD für ein geistliches Lied (2007)
- 3. Preis im Passionsliederwettbewerb der Ev. Kirche von Kurhessen-Waldeck (2010)
- 1. Preis im Wettbewerb der Ev. Kirche im Rheinland: Gemeindelieder für die Taufe (2011)
- Preis im Reformationslied-Wettbewerb der Gemeinschaft Europäischer Kirchen (2017)